# Briennon
 Briennon  es una población y comuna francesa, situada en la región de Auvernia-Ródano-Alpes, departamento de Loira, en el distrito de Roanne y cantón de Roanne-Nord.

## Demografía
| 1245 | 1237 | 1236 | 1580 | 1652 | 1681 |
| Para los censos de 1962 a 1999 la población legal corresponde a la población sin duplicidades (Fuente: INSEE [Consultar]) |      |      |      |      |      |